# Globes
Globes (Hebreeuws: גלובס) is een Israëlische avondkrant in het Hebreeuws.
De krant richt zich met gespecialiseerde economische, financiële en beursberichtgeving vooral op lezers uit het bedrijfsleven. Als enige financieel dagblad en avondkrant heeft het geen directe competitie, maar het zakenbijvoegsel van Haaretz, The Marker, is Globes' belangrijkste rivaal, in druk en online. 
Met 4% van de markt (in 2005) is het de 4de Hebreeuwse krant van Israël in oplage, na Yediot Ahronot, Maariv en Haaretz, toch is het een krant van belang vanwege het socio-economische profiel van de lezers. De belangrijkste bronnen van inkomsten zijn abonnementen en advertenties.
De redactie is gevestigd in Rishon LeZion. Hoofdredacteur in 2007 is Hagai Golan. De krant was in 1997 een van de eerste dagbladen in Israël met een online berichtgeving.

## Dagelijkse onderdelen
- Kotorot (titels) - het nieuwsgedeelte
- Sjoek Hahon - het beursgedeelte
- Globes Ha'erev - Globes vanavond, een dagelijks magazine

## Bijvoegsels
- G - Weekendmagazine, iedere donderdag
- Nadlan - Onroerend goed, iedere zondag
- Firma - Maandelijkse bijsluiter over de reclame- en marketingbranche
- Lady Globes - Maandelijks bijvoegsel over vrouwen